# Stillmatic
Stillmatic este al cincilea album de studio al raperului Nas. A fost lansat pe 18 decembrie 2001 in SUA si pe 27 decembrie acelasi an in Japonia.
Albumul a debutat pe locul 5 in Billboard 200, vanzand peste 1,7 milioane de copii.
Stillmatic a fost rapid considerat cel mai bun labum al lui Nas de dupa albumul de debut, Illmatic.

## Circumstante
Stillmatic a fost unul din cele mai asteptate albume ale anului, in mare parte datorita neintelegerilor dintre Nas si Jay-z. Jay-z, prin melodia "Takeover", inclusa pe albumul The Blueprint, il critica pe Nas; Nas a raspuns cu melodia "Ether", inclusa pe albumul Stillmatic, prin care se sugera faptul ca Jay-z a furat versuri de la The Notorious B.I.G.. Multa lume considera ca Nas a castigat razboiul cu Jay-z prin aceasta melodie, dar discutiile sunt inca aprinse si astazi, mai ales pentru ca Jay-z a contraatacat cu freestyle-ul "Supa Ugly". Insa "Supa Ugly" nu a fost la fel de apreciata ca "Takeover" si "Ether".

## Receptie
Primul extras de pe album, "Rule", o colaborare cu Amerie, nu a fost foarte promovat, dar a ajuns pana pe locul 27 in Hot R&B/Hip-Hop Singles & Tracks chart. De asemenea, nu a beneficiat de un videoclip si nu a fost pus pe CD; multi considera ca "Got Ur Self A...", al doilea extras oficial, a fost primul single. Al treilea single a fost "One Mic", care a fost aclamat pentru continutul sau si pentru videoclip.
Stillmatic a marcat revenirea lui Nas pe scena Hip-Hop-ului, datorita faptului ca Nastradamus a fost considerat de foarte multi critici si fani cel mai mediocru album din cariera sa.

## Lista melodiilor
| #  | Title                    | Length | Artist/Artisti       | Scriitor/Scriitori                                                           | Producator/Producatori                  | Monstre |
| -- | ------------------------ | ------ | -------------------- | ---------------------------------------------------------------------------- | --------------------------------------- | --- |
| 1  | "Stillmatic (The Intro)" | 2:11   | Nas                  | N. Jones, B. Hull, J. Backues Neal, J. Bynoe, N. Walden, R. Scott            | Hangmen 3                               | - Contine monstre din "Let Me Be Your Angel" - Stacy Lattisaw, scrisa de Narada Michael Walden si Benny Hull |
| 2  | "Ether"                  | 4:37   | Nas                  | N. Jones, R. Turner                                                          | Ron Browz                               | - Contine monstre din "Fuck Friendz" - Tupac Shakur, scrisa de Tupac Shakur - Contine monstre din "Who Shot Ya?" - The Notorious B.I.G., scrisa de Christopher Wallace                                                                    |
| 3  | "Got Ur Self A..."       | 3:48   | Nas                  | N. Jones, C. Burnett, J.A. Black, Megahertz, P. Marsh, R Sprangg, S. Edwards | Megahertz Music Group                   | - Contine monstre din "Woke Up This Morning" - Alabama 3, scrisa de Chester Arthur Burnett, Simon Edwards, Piers Marsh, Rob Spragg si Jake Black                                                                                          |
| 4  | "Smokin'"                | 3:47   | Nas                  | N. Jones, L. Gates                                                           | Nas & Precision                         | |
| 5  | "You're Da Man"          | 3:26   | Nas                  | N. Jones, P. Mitchell                                                        | Large Professor                         | - Contine monstre din "Sugar Man" - David Holmes, scrisa de Jesus Rodriguez - Contine monstre din "Theme from Exodus" scrisa de Pat Boone & Ernest Gold                                                                                   |
| 6  | "Rewind"                 | 2:13   | Nas                  | N. Jones, L. Armstrong, P. Mitchell, R. Rubin                                | Large Professor                         | - Contine monstre din "It's Yours" - T La Rock, scrisa de Rick Rubin si Kevin Keaton - CContine monstre din "Monkey Island" - The J. Geils Band - CContine monstre din "I'm Not Rough" - The J. Geils Band                                |
| 7  | "One Mic"                | 4:28   | Nas                  | N. Jones, C. Thompson                                                        | Nas & Chucky Thompson pentru The Hitmen | - CCContine monstre din "In the Air Tonight" - Phil Collins - CContine monstre din "I'm Gonna Love You Just a Little More Baby" (Drums) - Barry White                                                                                     |
| 8  | "2nd Childhood"          | 3:51   | Nas                  | N. Jones, C. Martin, P. Bryson                                               | DJ Premier                              | - CContine monstre din "Born to Love" - Peabo Bryson & Roberta Flack, written by Peabo Bryson - CContine monstre din "Da Bridge 2001" - Nas & Ill Will Records Present QB'Finest - CContine monstre din "N.Y. State of Mind Pt. II" - Nas |
| 9  | "Destroy & Rebuild"      | 5:24   | Nas                  | N. Jones, L. Parker, S. La Rock, M. Risko, P. Hendricks                      | Baby Paul & Mike Risko                  | - CCContine monstre din "The Bridge is Over" - Boogie Down Productions, scrisa de KRS-One si Scott La Rock |
| 10 | "The Flyest"             | 4:38   | AZ, Nas              | N. Jones, A. Cruz, L. Lewis, S. Thomas                                       | L.E.S.                                  | - CContine monstre din "Child of Tomorrow" - Badder Than Evil |
| 11 | "Rule"                   | 4:32   | Amerie, Nas          | N. Jones, A.M.M. Rogers, J.C. Olivier, S.J. Barnes                           | Trackmasters Entertainment              | - CContine monstre din "Everybody Wants to Rule the World" - Tears for Fears, scrisa de Chris Hughes, Roland Orzabal, si Ian Stanley |
| 12 | "My Country"             | 5:12   | Millennium Thug, Nas | N. Jones, M. Sandlofer                                                       | Lofey                                   | |
| 13 | "What Goes Around"       | 4:59   | Keon Bryce, Nas      | N. Jones, S. Gibbs                                                           | Salaam Remi                             | |
| 14 | "Every Ghetto"           | 3:29   | Blitz, Nas           | N, Jones, L. Lewis                                                           | L.E.S.                                  | - CContine monstre din "Main Title" (The Eiger Sanction) - John Williams |